# Craig Brown
Pour les articles homonymes, voir Brown.
Craig Brown, né le 1er juillet 1940 à Glasgow (Écosse) et mort le 26 juin 2023, est un footballeur écossais (ayant notamment joué aux Glasgow Rangers), puis entraîneur. Il fait partie du Scottish Football Hall of Fame, depuis 2010, lors de la septième session d'intronisation.

## Biographie
Après avoir entraîné les sélections de jeunes (moins de seize ans puis moins de 21 ans écossais), Craig Brown est choisi en 1993 pour succéder à Andy Roxburgh comme entraîneur de l'équipe d'Écosse A. 
Sous sa direction, les Écossais se qualifient pour la phase finale de l'Euro 96 et de la Coupe du monde 1998. Il est fait officier de l'Ordre de l'Empire britannique en 1999.
Après l'échec de la qualification à la Coupe du monde 2002 il est remplacé par l'Allemand Berti Vogts.
En décembre 2009, il devient l'entraineur de Motherwell FC. Un an plus tard, le 10 décembre 2010, il signe au club d'Aberdeen. Fin mars 2013, il quitte le club.

## Carrière
Joueur
- 1958-oct. 1962 :  Glasgow Rangers
- oct. 1962-1968 :  Dundee United
- 1968-1971 :  Falkirk FC

Entraîneur
- 1977-1986 :  Clyde FC
- 1986-1992 :  Écosse (moins de 21 ans)
- oct. 1993-oct. 2001 :  Écosse (A)
- fév. 2002-2004 :  Preston North End
- déc. 2009-déc. 2010 :  Motherwell FC
- déc. 2010- mars 2013 :  Aberdeen FC